# Gouvernement Cánovas (2)
Restauration bourbonienne
Jovellar Martínez Campos
Le second gouvernement Antonio Cánovas del Castillo  est le gouvernement du royaume d'Espagne en fonction du 2 décembre 1875 au 7 mars 1879.

## Composition
| La fonction                           | La peinture | Nom et prénom                       | Temps                              |
| ------------------------------------- | ----------- | ----------------------------------- | ---------------------------------- |
| Président du Conseil des Ministres    |             | Antonio Cánovas del Castillo        | 2 décembre 1875 – 7 mars 1879      |
| Ministre de l'Autorité                |             | Francisco Romero Robledo            | 2 décembre 1875 – 7 mars 1879      |
| Ministre de la Promotion              |             | Francisco de Borja Quipo            | 2 décembre 1875 – 7 mars 1879      |
| Ministre d'État                       |             | Fernando Calderón Collantes         | 2 décembre 1875 – 14 janvier 1877  |
| Ministre d'État                       |             | Francisco Silvela                   | 14 janvier 1877 – 7 mars 1879      |
| Ministre de la Guerre                 |             | Joaquín Jovellar y Soler            | 2 décembre - 21 décembre 1875      |
| Ministre de la Guerre                 |             | Francisco de Ceballos y Vargas      | 21 décembre 1875 – 7 mars 1879     |
| Ministre de la Marine                 |             | Santiago Durán y Lira               | 2 décembre 1875 – 1er avril 1876   |
| Ministre de la Marine                 |             | Juan Bautista Antequera y Bobadilla | 1er avril 1876 – 23 septembre 1877 |
| Ministre de la Marine                 |             | Francisco de Paula Pavia y Pavia    | 23 septembre 1877 – 7 mars 1879    |
| Ministre des Outre-mer                |             | Adelardo López de Ayala             | 2 décembre 1875 – 14 janvier 1877  |
| Ministre des Outre-mer                |             | Cristóbal Martín de Herrera         | 14 janvier 1877 – 12 février 1878  |
| Ministre des Outre-mer                |             | José Elduayen Gorriti               | 12 février 1878 – 2 mars 1879      |
| Ministre des Finances                 |             | Pedro Salaverria y Charitu          | 2 décembre 1875 – 20 juillet 1877  |
| Ministre des Finances                 |             | José García Barzanallana            | 20 juillet 1877 – 11 juillet 1878  |
| Ministre des Finances                 |             | Manuel Orovio Echagüe               | 11 juillet 1878 – 7 mars 1879      |
| Ministre de la Grâce et de la Justice |             | Cristóbal Martín de Herrera         | 2 décembre 1875 – 17 janvier 1877  |
| Ministre de la Grâce et de la Justice |             | Fernando Calderón Collantes         | 17 janvier 1877 – 6 janvier 1879   |
| Ministre de la Grâce et de la Justice |             | Saturnino Álvarez Bugallal          | 9 janvier – 7 mars 1879            |

## Annexe